# Castanotherium insigne
Castanotherium insigne är en mångfotingart som först beskrevs av Brandt 1833.  Castanotherium insigne ingår i släktet Castanotherium och familjen Zephroniidae. Inga underarter finns listade i Catalogue of Life.